# ريم الكيلاني
ريم الكيلاني (مواليد 1963) هي موسيقية بريطانية فلسطينية، ولدت في مانشستر، إنجلترا. تأثرت في البداية بموسيقى الجاز التي كان يعزفها والدها على مشغل الأسطوانات الخاص به، وقد أثار اهتمامها بالموسيقى الفلسطينية موسيقى حفل زفاف عائلي في منزل والدتها في الجليل في السبعينيات.

## سيرة شخصية
ولدت في مانشستر، إنجلترا، وهي ابنة يوسف زيد الكيلاني (1925–)، طبيب وأخصائي الغدد الصماء من يعبد بالقرب من جنين في الضفة الغربية، ويسرى شريف الزعبي (1931–2004)، ربة منزل من الناصرة في الضفة الغربية. نشأت وتعلمت في الكويت، وتخرجت من جامعة الكويت في علم الأحياء.
وهي ابنة عم حنين زعبي، أول امرأة فلسطينية إسرائيلية تنتخب للكنيست، وهي قريبة لشوكت الكيلاني، وهو طبيب بارز ومؤسس مشارك لجامعة النجاح في نابلس، وابنة الأخ الكبرى لوجيه الكيلاني، شيخ الإسلام الفلبيني.

## الموسيقى
بدأت ريم الكيلاني الغناء في سن الرابعة، وهي تتذكر ذلك باعتباره أحد أعمق تجارب حياتها. واصلت الغناء كمغنية هاوية وشبه محترفة حتى احترفت في عام 1990. درست العزف على البيانو عندما كانت طفلة، مما عرّفها على الموسيقى الكلاسيكية الغربية، التي كان والدها مستمعًا متحمسًا لها. أدى افتتان والدها المبكر بأفلام فريد أستير بالأبيض والأسود إلى تعريفها بموسيقى جورج غيرشوين وإيرفينغ برلين، والتي يمكن سماع عناصر موسيقى الجاز فيها في موسيقاها الخاصة وفي اختيارها لفرقة تتمحور حول قسم إيقاع الجاز إلى جانب الآلات الموسيقية العربية التقليدية.
تحدثت عن نقطة تحول عندما كانت مراهقة تحضر حفل زفاف عائلي في قرية نين خارج الناصرة، ومن وقتها أصبحت مهتمة بالموسيقى الفلسطينية والعربية. كما وصفت الكويت بأنها "دولة يظل تراثها الموسيقي الغني جزءًا أساسيًا من المشهد الصوتي الشخصي والجماعي".
في الكويت عام 1988، نظمت وقادت عرضًا كبيرًا لجمع التبرعات بعنوان "لقد حصلت على إيقاع" لصالح الجمعية الخيرية البريطانية للمساعدة الطبية للفلسطينيين، وهي المنظمة التي وظفت الدكتورة بولين كاتنج والدكتور أنج سوي تشاي في مخيم برج البراجنة في عام 1988. في عام 2003، غنت مع جاي باركر وفرقته في مقهى العالم التابع للخدمة العالمية لهيئة الإذاعة البريطانية. ومزجت بين أغنية "The Half of It, Dearie' Blues" لجورج غيرشوين مع الغناء الفلسطيني التقليدي.

## جوائز وترشيحات
| سنة  | الراعي                                                      | جائزة                                                                                                 | فئة             | نتيجة            |
| ---- | ----------------------------------------------------------- | --- | --------------- | ---------------- |
| 2005 |                                                             | مهرجان جلاستونبري                                                                                     | فرقة جلاستونبري | القائمة النهائية |
| 2007 |                                                             | صندوق مؤسسة بول هاملين                                                                                |                 | رُشحت             |
| 2008 | جائزة الثقافة والمجتمع العربي البريطاني                     | إشادة خاصة بـ "المساهمة الملحوظة في معرفتنا وفهمنا لحياة ومجتمع وثقافة الشعب العربي"                  |                 | رُشحت             |
| 2009 | جوائز الموسيقى التقليدية الإسكتلندية                        | مسلسل "غرايد" على قناة بي بي سي ألبا، يضم تعاونًا خاصًا بين ريم الكيلاني والمغنية الغيلية كاتريونا وات. |                 | رُشحت             |
| 2012 | منتدى المرأة العربية المبدعة                                | اختيرت لتمثيل فلسطين ولتقديم عرض للمرأة العربية                                                       |                 | رُشحت             |
| 2013 | جائزة المركز العربي البريطاني للثقافة                       | إشادة خاصة بـ "المساهمة الملحوظة في معرفتنا وفهمنا لحياة ومجتمع وثقافة الشعب العربي"                  |                 | القائمة القصيرة  |
| 2013 | التدريب الميداني والبحث وورش العمل في مدارس المملكة المتحدة | مجلس الفنون في إنجلترا                                                                                | المنح للفنون    | منحت             |